# Luigi Cavenaghi
Luigi Cavenaghi (Caravaggio, 8 agosto 1844 – Milano, 7 dicembre 1918) è stato un restauratore e pittore italiano.

## Biografia
Nato a Caravaggio da Marco e Francesca Rossetti nonché fratello del pittore Emilio Cavenaghi, trasferitosi in giovane età a Milano, viene considerato il più importante restauratore della sua epoca.
Allievo di Giuseppe Molteni e poi di Giuseppe Bertini, il suo nome è legato al restauro del Cenacolo di Leonardo, cui si dedicò per 7 anni, tra il 1901 e il 1908.
Pur avendo operato soprattutto nell'ambito del restauro, ha lasciato anche opere di sua produzione, come i pennacchi della cupola della chiesa di San Fedele la decorazione delle absidi della chiesa di San Babila, degli interni della basilica di Sant'Eufemia, della volta del santuario di Santa Maria del Fonte a Caravaggio, dove cercò di seguire lo stile dell'architetto Pellegrino Tibaldi e gli affreschi della Basilica di Santa Maria di Gallarate.
Cavenaghi ebbe incarico da restauratore all'interno del palazzo Ducale di Mantova. Intervenne nella celeberrima Camera degli sposi di Andrea Mantegna, sulla parete raffigurante l'incontro tra il marchese Ludovico e il figlio cardinale Francesco Gonzaga e sulle volte.
La sua grande esperienza nel campo del restauro gli garantì importanti incarichi, fra i quali la direzione dei reparti di pittura del Vaticano e la direzione della neonata Scuola superiore d'Arte applicata all'Industria del Castello Sforzesco a Milano.
Fra i suoi allievi ci fu Sigismondo Martini.
Eseguì anche un buon numero di decorazioni nelle case milanesi dei Ponti, dei Valsecchi, dei Branca e dei Crespi e in Palazzo Turati; lavorò anche per Gian Giacomo Poldi Pezzoli.
Come pittore, Cavenaghi eseguì in prevalenza opere ritrattistiche.